# Jameis Winston
Jameis Lanaed Winston (Bessemer, Alabama, 6 de janeiro de 1994) é um jogador de futebol americano que atua na posição de quarterback pelo New York Giants da National Football League (NFL). Foi selecionado pelo Tampa Bay Buccaneers como a primeira escolha do draft de 2015. Em 2019, Winston se tornou o primeiro quarterback a lançar para pelo menos 30 touchdowns e 30 interceptações na mesma temporada.

## Estatísticas
| Ano   | Time  | Jogos | Passando | Passando | Passando | Passando | Passando | Passando | Passando | Passando | Correndo | Correndo | Correndo | Correndo |
| Ano   | Time  | Jogos | Cmp      | Ten      | Pct      | Jardas   | Média    | TD       | Int      | Rtg      | Ten      | Jardas   | Média    | TD       |
| ----- | ----- | ----- | -------- | -------- | -------- | -------- | -------- | -------- | -------- | -------- | -------- | -------- | -------- | -------- |
| 2015  | TB    | 16    | 312      | 535      | 58,3%    | 4 042    | 7,6      | 22       | 15       | 84,2     | 54       | 213      | 3,9      | 6        |
| 2016  | TB    | 16    | 345      | 567      | 60,8%    | 4 090    | 7,2      | 28       | 18       | 86,1     | 53       | 165      | 3,1      | 1        |
| 2017  | TB    | 13    | 282      | 442      | 63,8%    | 3 504    | 7,9      | 19       | 11       | 92,2     | 33       | 135      | 4,1      | 1        |
| 2018  | TB    | 11    | 244      | 378      | 64,6%    | 2 992    | 7,9      | 19       | 14       | 90,2     | 49       | 281      | 5,7      | 1        |
| 2019  | TB    | 16    | 380      | 626      | 60,6%    | 5 109    | 8,2      | 33       | 30       | 84,3     | 59       | 250      | 4,2      | 1        |
| 2020  | NO    | 4     | 7        | 11       | 63,6%    | 75       | 6,8      | 0        | 0        | 83,5     | 8        | -6       | -0,75    | 0        |
| 2021  | NO    | 7     | 95       | 161      | 59%      | 1 170    | 7,4      | 14       | 3        | 102,8    | 32       | 166      | 5,2      | 1        |
| 2022  | NO    | 3     | 73       | 115      | 63,5%    | 858      | 7,5      | 4        | 5        | 79,5     | 5        | 16       | 3,2      | 0        |
| 2023  | NO    | 7     | 25       | 47       | 53,2%    | 264      | 5,6      | 2        | 3        | 57,4     | 5        | -6       | -1,2     | 0        |
| 2024  | CLE   | 12    | 181      | 296      | 61,1%    | 2 121    | 7,2      | 13       | 12       | 80,6     | 25       | 83       | 3,3      | 1        |
| Total | Total | 105   | 1 944    | 3 178    | 61,2%    | 24 225   | 7,6      | 154      | 111      | 86,4     | 323      | 1 297    | 4,0      | 12       |